# 青岛市革命委员会

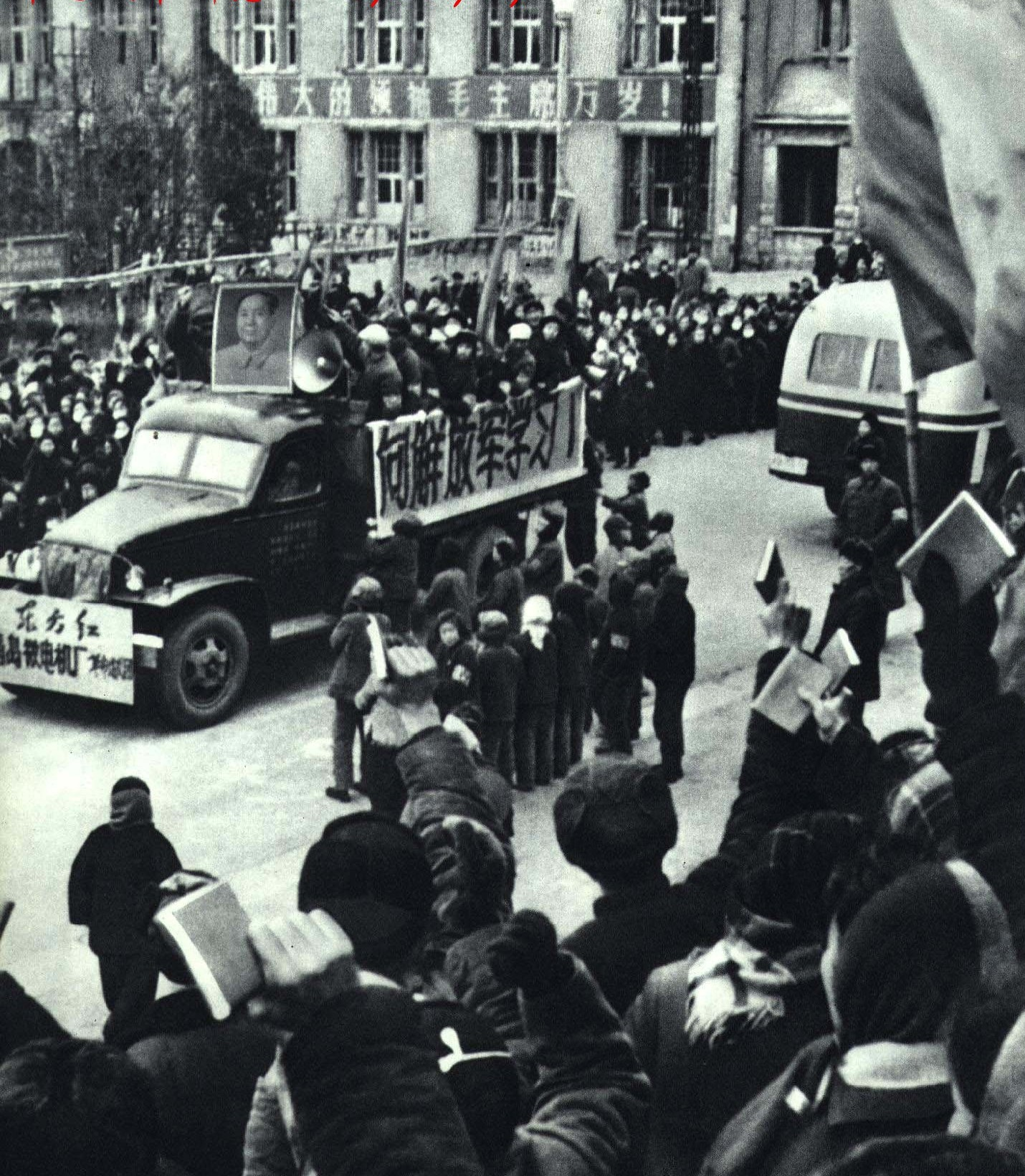
1967年青岛革命造反派运动

青岛市革命委员会，简称青岛市革委会，是文化大革命期间青岛市最高国家权力机关。

## 历史
1967年1月22日，青岛市副市长王效禹联合23个青岛市造反派组织，成立青岛市革命造反委员会，在汇泉广场召集数万人集会，宣布夺取青岛市委、市人委党政财文大权，宣读《告青岛全市人民书》，公布《第一号通令》。3月1日，更名为青岛市革命委员会。9月，青岛市大多数单位完成夺权。
1969年8月，经中共中央同意建立中共青岛市革命委员会领导核心小组。

## 沿革
主任：杨葆华（-1971年4月）、易耀彩（1971年4月-1972年7月）、马忠全（1972年7月-1973年10月）、刘众前（1973年10月-1980年1月）、李秉政（1980年1月-1980年7月）
副主任：王金泉、易耀彩、杨云良、于景瑞、刘众前、杨坡兰（1973年10月-）等